# Dechacona missionum
Dechacona missionum är en insektsart som först beskrevs av Berg 1879.  Dechacona missionum ingår i släktet Dechacona och familjen dvärgstritar. Inga underarter finns listade i Catalogue of Life.